# Liste der Monuments historiques in Joussé
Die Liste der Monuments historiques in Joussé führt die Monuments historiques in der französischen Gemeinde Joussé auf.

## Liste der Bauwerke
| Bezeichnung | Beschreibung              | Standort | Kennzeichnung | Schutzstatus | Datum | Bild |
| ----------- | ------------------------- | -------- | ------------- | ------------ | ----- | ---- |
| Schloss     | Erbaut im 15. Jahrhundert | (Lage)   | PA00105480    | Inscrit      | 1928  |      |

## Liste der Objekte
| Bezeichnung | Beschreibung          | Standort                       | Kennzeichnung | Schutzstatus | Datum | Bild |
| ----------- | --------------------- | ------------------------------ | ------------- | ------------ | ----- | ---- |
| Glocke      | Bronze, 1604 gegossen | in der Kirche St-Martin (Lage) | PM86001713    | Inscrit      | 2018  |      |